# George Town, Pinang

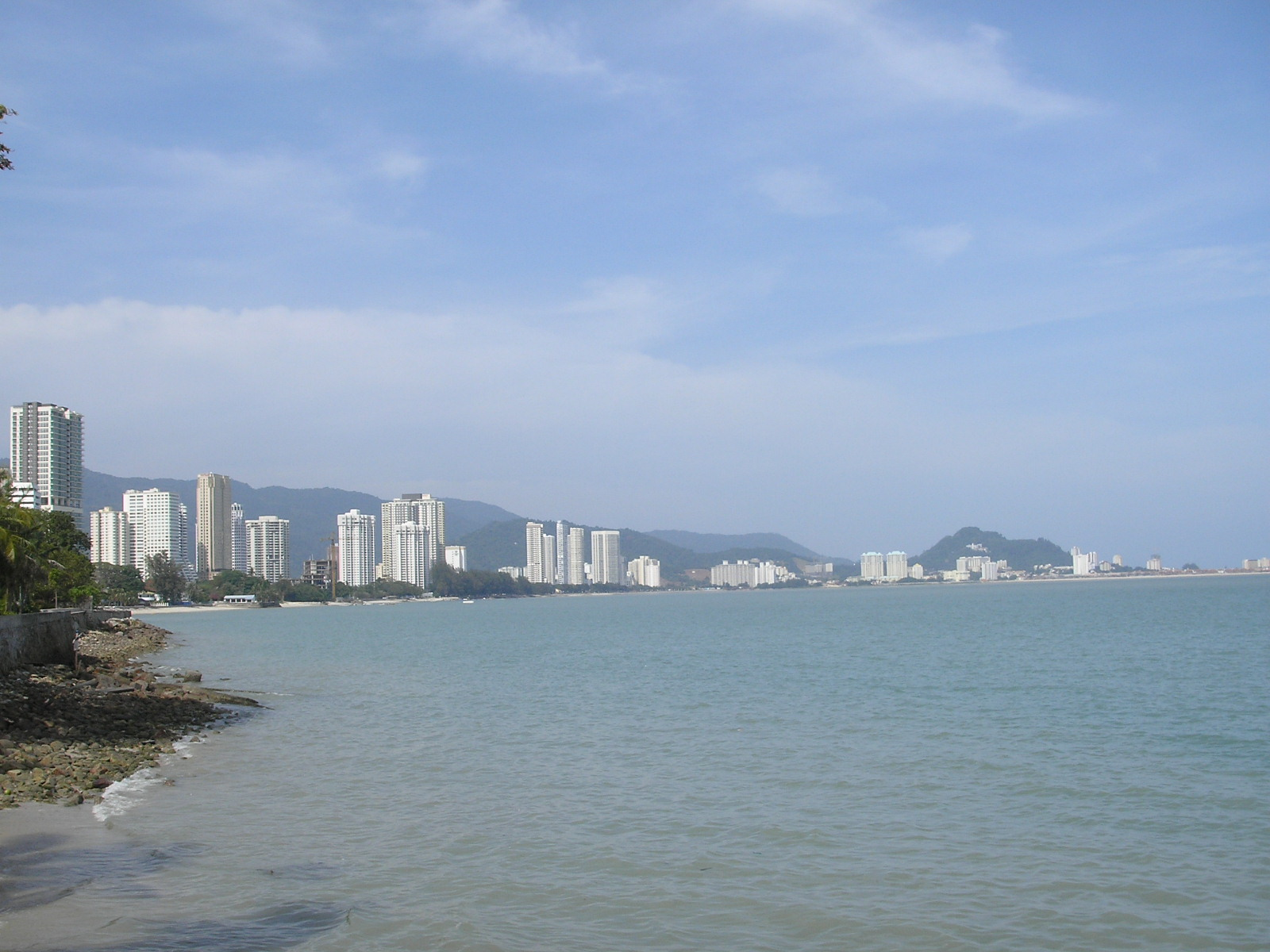
George Town.

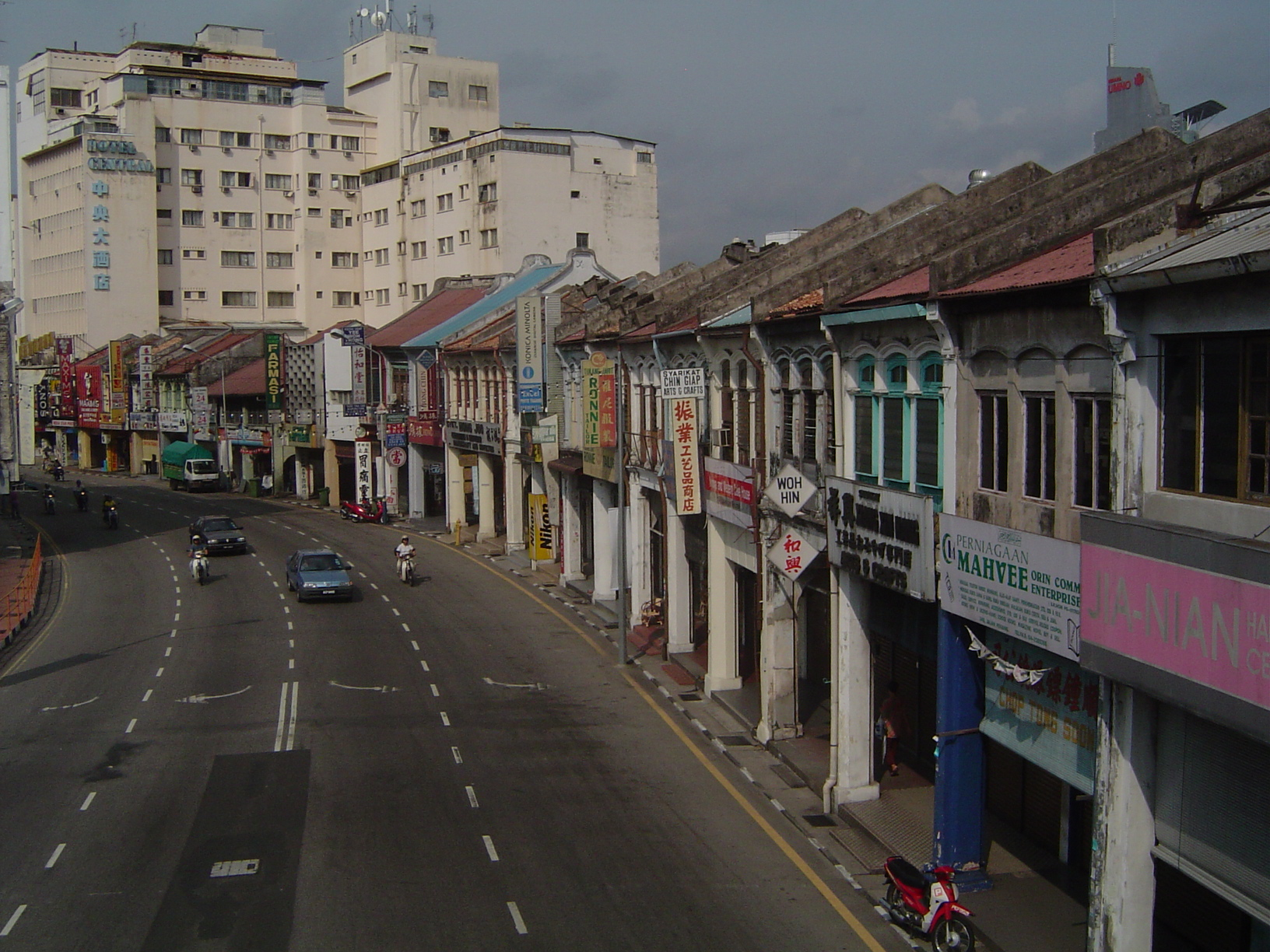
Penang Road

George Town, eller Georgetown, i nordvästra Malaysia grundades 1786 och är huvudstad i delstaten Pinang. Staden ligger på ön Pinang och hade 181 380 invånare vid folkräkningen 2000. Storstadsområdet omfattar en stor del av delstaten Pinang, och sträcker sig även in i delstaterna Kedah och Perak. Befolkningen uppgick till 1 266 800 invånare år 2000 och omfattar bland annat Bukit Mertajam, Sungai Ara, Butterworth och Kulim. Trafiken mellan ön och fastlandet går dels med färjor mellan George Town och Butterworth, dels via två broar belägna söder om George Town. Den första, Pinangbron, ligger närmast George Town, medan den nya bron som färdigställdes 2014 (Sultan Abdul Halim Muadzam Shah-bron) är belägen i södra delen av ön Pinang.
2008 blev George Town tillsammans med Malacka ett världsarv.